# صندوق سلف

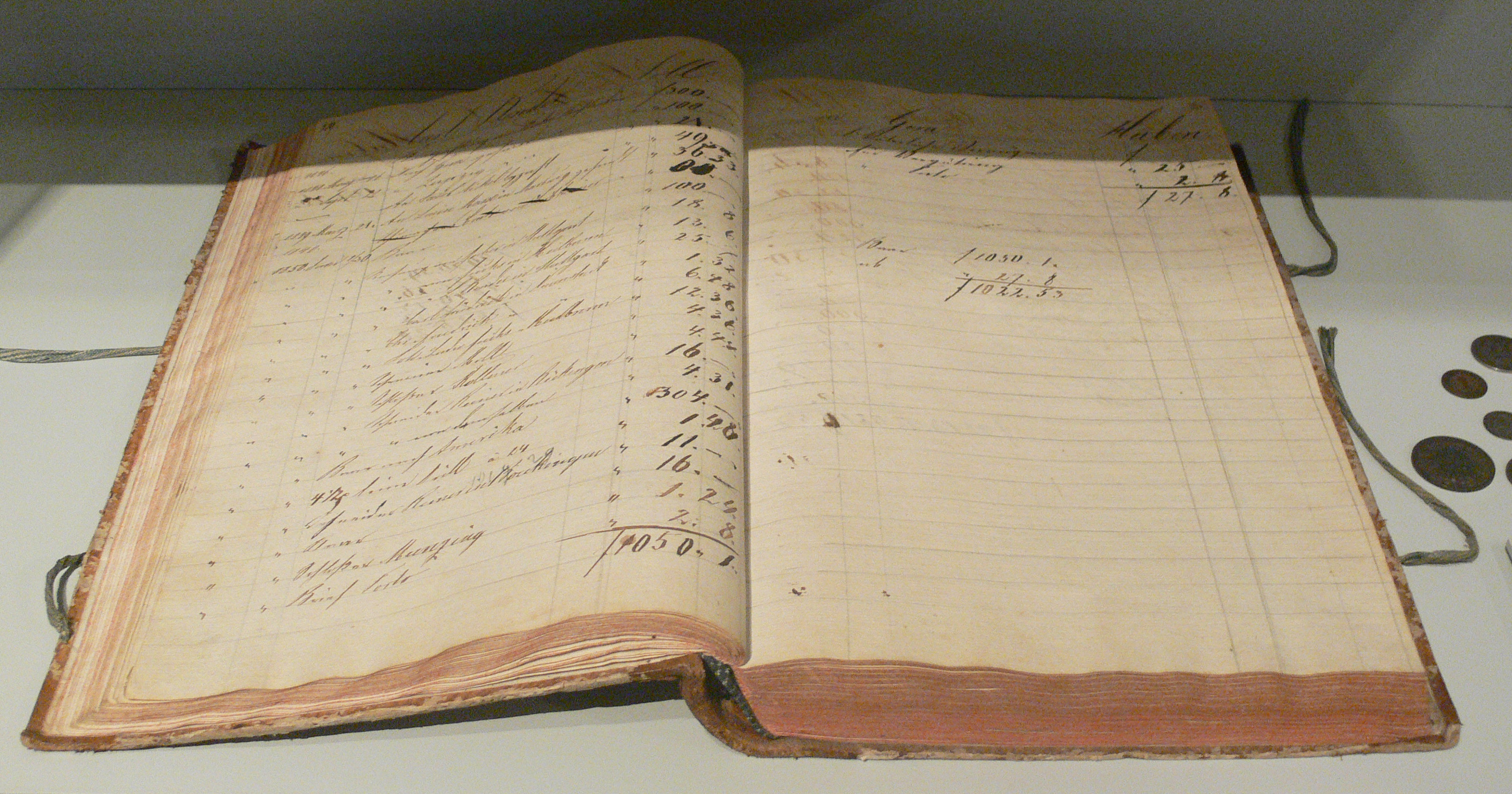

صندوق السلف أو المبلغ النثري في الاقتصاد (بالإنجليزية:Petty cash أو imprest fund) هو صندوق يوضع المال فيه نقدا إلى حين استخدامه، وهو مخصص لدفع المبالغ النقدية عندما يكون الدفع بواسطة الشيك، لا يستحق مجهود كتابة وصرف الشيك بسبب قلة المبلغ مثل 50 درهماً . حيث المبالغ صغيرة وتوفر الطريقة إصدار الشيك وإمضائه ثم صرفه .
وعندما يقوم أمين الصندوق بصرف أي مبلغ فهو يحتفظ بإيصال عن المبلغ . بذلك يكون مجموع النقد في الصندوق وإيصالات المدفوعات مساويا للمبلغ الأساسي في الصندوق .
يخضع صندوق السلف إلى التفتيش المستمر حيث إغراء الاختلاس كبير . ومن تنظيمات صندوق السلف أن تكوّن المدفوعات نحو 10 % من المبلغ المودع في الصندوق، وإجراء التفتيش كل شهر . وصناديق السلف منتشرة في إدارة المحالّ التجارية .

## اقرأ أيضاً
- عربون
- قانون تجاري
- نظرية الألعاب
- تجارة إلكترونية
- لوجستية
- منظمة التجارة العالمية
- بنك النقد الدولي
- السوق الشعبي